# Theodora Versteegh
Theodora Jacomina Petronella Versteegh, roepnaam Do (Kerk Avezaath gemeente Zoelen, 13 december 1888 – Den Haag, 20 oktober 1970) was een Nederlands zangeres. Haar stembereik was alt en contra-alt.
Ze werd geboren binnen het gezin van herenboer Jacob Arnoldus Versteegh en Anna Wilhelmina Theodora van Lidth de Jeude. Haar vader overleed toen ze drie jaar oud was. Ze woonde een lange tijd samen met kunstenares Ru Paré. Ze werd benoemd tot ridder in de Orde van Oranje-Nassau en de Kroonorde van België.
Het zag er in eerste instantie niet naar uit dat ze zangeres zou worden. Haar eerste stappen binnen de muziek zette ze via de piano. Ze kreeg pianolessen van Sem Dresden. Ze bleek er onvoldoende talent voor te hebben. Naast de pianolessen zong ze echter al op jonge leeftijd in kinderkoren, ze ging verder in de zangkunst. Ze ging studeren aan de Koninklijke Nederlandsche Toonkunstenaars Vereeniging in Arnhem. Haar docent was Marius Adrianus Brandts Buys jr., die even later met haar zuster Henriëtte Versteegh zou trouwen. Haar officiële debuut vond plaats in woonplaats Tiel. Ze zong een rol in Joshua van Georg Friedrich Händel. Na in 1915 examen te hebben gedaan, vertrok ze naar Amsterdam en kort daarop ging ze in Den Haag wonen. Er kwamen nog lessen van Cornelie van Zanten en Tilly Koenen (vanaf 1916).
In het interbellum trad ze regelmatig op. Ze vormde met Jo Vincent, Evert Miedema en Willem Ravelli een zangkwartet (Haagsch Vocaal Kwartet), dat zowel optredens als plaatopnamen verzorgde. In 1924 zong ze mee in de Matthäus-Passion in Utrecht. Ze zou die partij ongeveer 250 keer zingen waaronder een aantal keren onder leiding van dirigent Lodewijk de Vocht. Andere dirigenten waaronder ze zong waren bijvoorbeeld Bruno Walter, Pierre Monteux, Willem Mengelberg, Gabriel Pierné (zijn Saint François d’Assise) en Eduard van Beinum. Onder die laatste werkte ze in 1941 mee aan het Te Deum of Sándor Sik van Zoltan Kodály. Ze was in geheel Nederland te zien en te horen, maar er waren ook optredens in Berlijn, Parijs, Brussel en Antwerpen. Gedurende de Tweede Wereldoorlog raakte haar muzikale loopbaan in het slop. Ze was niet bereid voor rijkscommissaris Arthur Seyss-Inquart te zingen en werd geen lid van de Nederlandsche Kultuurkamer. In 1942 dook ze onder en trad ondergronds op. Samen met haar vriendin stond ze Joodse kinderen bij om een onderduikadres te vinden. In maart 1945 ging al haar bezit in woonhuis Prinses Mariestraat verloren tijdens een bombardement. Er werd een oproep gedaan bladmuziek te sturen, maar er kwam ook een Steinway-piano. Desondanks kwam haar loopbaan niet meer op gang, haar laatste optreden vond plaats op 27 december 1948.
Ze stierf in 1970. Een jaar later werd mede door partner Ru Paré en leerlinge Lucie Frateur de Theodora Versteegh Stichting opgericht Haar stem is bewaard gebleven via enkele opnames voor Columbia Records.
Enkele concerten:
- 2 maart 1920: Concertgebouw, Kleine zaal: recital met pianist Willem Andriessen
- 29 oktober 1929: Gebouw voor Kunsten en Wetenschap, uitvoering van Die Tageszeiten van Richard Strauss met het Residentieorkest onder leiding van Louis Boer
- 8 augustus 1941: Grote of Sint-Bavokerk , Haarlem: Duettenavond met Jo Vincent en organist George Robert
- 27 december 1948: Diligentia, Den Haag; afscheidsconcert, liederenavond met begeleiding door Hans Schouwman met ontvangst Kroon van België

- Bibliothèque nationale de France: cb14236345x (data)
- Biografisch Portaal: 41880480
- International Standard Name Identifier: 0000 0003 9582 7221
- Nederlandse Thesaurus van Auteursnamen: 296761737
- Virtual International Authority File: 290657971
- WorldCat: E39PBJmhRRRYwQvwFdCyBbYMfq